# 尤里·蓋勒
尤里·蓋勒（希伯來語：אורי גלר，1946年12月20日—）是一名以色列魔術師。他於電視演出彎曲湯匙等演出。這些年來，蓋勒已經用簡單的魔術技巧來模擬超感官知覺和心靈感應。蓋勒的職業生涯已經跨越了超過四十年，並在許多國家演出。

## 生平
蓋勒於1946年12月20日出生在英國託管巴勒斯坦的特拉維夫。他的母親和父親分別為奧地利系猶太人和匈牙利系猶太人。有說法指出蓋勒母親那邊和西格蒙德·佛洛伊德是遠親。

## 版權問題
蓋勒為《精靈寶可夢系列》遊戲中的寶可夢，勇基拉的原型。勇基拉的日文原名ユンゲラー（Yungera）近似於尤里·蓋勒的日語譯名ユリ・ゲラー（Yuri Gera）。而且勇基拉是總拿著湯匙，會使用超能力的寶可夢。2000年11月，蓋勒控告美國任天堂公司。此案最終被法院駁回。
2008年，前寶可夢動畫導演日高政光在一次採訪中證實，在與蓋勒達成協議之前，不會在寶可夢卡牌上使用勇基拉。
2020年11月29日，蓋勒在推特上對20年前的行為表示抱歉，同時也解除了對勇基拉的禁令。

## 外部連結
- 官方网站
- 尤里·蓋勒在互联网电影资料库（IMDb）上的資料（英文）